# José Roberto Teixeira Leite
José Roberto Teixeira Leite (Rio de Janeiro, 16 de agosto de 1930) é um jornalista, professor, curador, perito, escritor, historiador e crítico de arte brasileiro.

## Biografia
Formou-se em Direito pela Universidade Federal do Rio de Janeiro (1954) mas nunca exerceu a advocacia. Dirigiu sua vida profissional para o jornalismo como crítico de arte em vários jornais e revistas e para o magistério, tendo lecionado no Instituto de Belas Artes, Universidade Federal do Rio de Janeiro e na Universidade Gama Filho.
Em 1977 passa a residir em São Paulo e dedica-se ao ensino no Instituto de Artes da Universidade Estadual de Campinas - UNICAMP até sua aposentadoria compulsória no ano de 2000. De então até 2017 teve a seu encargo a curadoria do acervo de arte da FIEO - Fundação Instituto de Ensino para Osasco.
Nomeado pelo presidente Jânio Quadros, foi diretor do Museu Nacional de Belas Artes de 1961 a 1964.
Fecundo escritor, competente pesquisador, escreveu cerca de 40 livros, na sua grande maioria sobre arte e artistas.
Membro da Associação Brasileira de Críticos de Arte, do Comitê Brasileiro de História da Arte e da SOCIARTE - Sociedade dos Amigos da Arte de São Paulo. Pertence ainda aos conselhos consultivos da Pinacoteca do Estado de São Paulo e do Museu de Arte Contemporânea de Campinas. É membro honorário do Instituto Histórico e Geográfico Brasileiro e presidente honorário da Asociación Argentina de Criticos de Arte.
Tem assento, ainda, no Conselho de Orientação Artística do Estado de São Paulo.

## Obras
- Jheronimus Bosch
- A pintura no Brasil holandês
- E.Boudin no Brasil
- Pancetti - o pintor marinheiro
- A gravura brasileira contemporânea
- Pintores espanhóis no Brasil
- Pintores negros do oitocentos
- Clovis Graciano
- Otávio Araujo
- As Companhias das Índias e a porcelana chinesa de encomenda
- Arte brasileira dos séculos XIX e XX na Coleção Bovespa
- Di Cavalcanti e outros perfis
- Dicionário crítico da pintura no Brasil
- A China no Brasil
- João Turin: vida, obra, arte
- Gravura no Paraná
- Arte e arquitetura no Brasil holandês 1624-1654
- O oitocentos brasileiro na Coleção Ricardo Brennand
- Marco Polo e Rustichello / Diálogos do Cárcere
- Galeria Borghese / Os Tesouros do Cardeal
- Arte no Brasil (co-autor)
- História Geral da Arte no Brasil (co-autor)
- Ianelli (co-autor)
- Inimá (co-autor)
- A Mão Afro-Brasileira (co-autor)
- Coleção Airton Queiroz (co-autor)
- Martinho de Haro (co-autor)
- China e Países Lusófonos / Património Construído (co-autor)
- Dicionário Critico da Escultura no Brasil (inédito)
- O ar de Sua Graça (inédito)
- Por trás da Grande Muralha / A Chian vista do Ocidente (inédito)
- Pintores da Belle Époque (inédito)
- Eu, Roque Brasiliano (inédito)
- Chumbregas e Gaforinhas (inédito)